# Centaurea sphaerocephala subsp. sphaerocephala
Centaurea sphaerocephala subsp. sphaerocephala é uma subespécie de planta com flor pertencente à família Asteraceae.

## Portugal
Trata-se de uma subespécie presente no território português, nomeadamente em Portugal Continental e no Arquipélago da Madeira.
Em termos de naturalidade é nativa de Portugal Continental e introduzida no Arquipélago da Madeira.

## Protecção
Não se encontra protegida por legislação portuguesa ou da Comunidade Europeia.